# Unione Sportiva Triestina 1942-1943
Questa voce raccoglie le informazioni riguardanti l'Unione Sportiva Triestina nelle competizioni ufficiali della stagione 1942-1943.

## Rosa
| N. |                   | Ruolo | Calciatore        |
| -- | ----------------- | ----- | ----------------- |
|    | Italia (bandiera) | P     | Guerrino Striuli  |
|    | Italia (bandiera) | P     | Arrigo Benussi    |
|    | Italia (bandiera) | D     | Aldo Ballarin     |
|    | Italia (bandiera) | D     | Edy Gratton       |
|    | Italia (bandiera) | D     | Angelo Scapin     |
|    | Italia (bandiera) | D     | Alfieri Sacchetti |
|    | Italia (bandiera) | C     | Emilio Rancilio   |
|    | Italia (bandiera) | C     | Enrico Radio      |
|    | Italia (bandiera) | C     | Ruggero Salar     |
|    | Italia (bandiera) | C     | Bruno De Lazzari  |
|    | Italia (bandiera) | C     | Antonio Sessa     |
|    | Italia (bandiera) | C     | Cesare Presca     |

| N. |                   | Ruolo | Calciatore            |
| -- | ----------------- | ----- | --------------------- |
|    | Italia (bandiera) | A     | Mario Tosolini        |
|    | Italia (bandiera) | A     | Francesco Cergoli     |
|    | Italia (bandiera) | A     | Piero Pasinati        |
|    | Italia (bandiera) | A     | Lodovico De Filippis  |
|    | Italia (bandiera) | A     | Giuliano Tagliasacchi |
|    | Italia (bandiera) | A     | Mario Mlacher         |
|    | Italia (bandiera) | A     | Federico Zanolla      |
|    | Italia (bandiera) | A     | Emilio Ferrari        |
|    | Italia (bandiera) | A     | Nello Mason           |
|    | Italia (bandiera) | A     | Dante Carrara         |
|    | Italia (bandiera) | A     | Ermenegildo Andrian   |

## Statistiche

### Statistiche di squadra
| Competizione | Punti | In casa | In casa | In casa | In casa | In casa | In casa | In trasferta | In trasferta | In trasferta | In trasferta | In trasferta | In trasferta | Totale | Totale | Totale | Totale | Totale | Totale | DR |
| Competizione | Punti | G       | V       | N       | P       | Gf      | Gs      | G            | V            | N            | P            | Gf           | Gs           | G      | V      | N      | P      | Gf     | Gs     | DR |
| ------------ | ----- | ------- | ------- | ------- | ------- | ------- | ------- | ------------ | ------------ | ------------ | ------------ | ------------ | ------------ | ------ | ------ | ------ | ------ | ------ | ------ | -- |
| Serie A      | 24    | 15      | 4       | 7       | 4       | 16      | 11      | 15           | 1            | 7            | 7            | 16           | 29           | 30     | 5      | 14     | 11     | 32     | 40     | -8 |
| Coppa Italia |       | 1       | 1       | 0       | 0       | 3       | 0       | 1            | 0            | 0            | 1            | 1            | 2            | 2      | 1      | 0      | 1      | 4      | 2      | +2 |
| Totale       |       | 16      | 5       | 7       | 4       | 19      | 11      | 16           | 1            | 7            | 8            | 17           | 31           | 32     | 6      | 14     | 12     | 36     | 42     | -6 |

### Statistiche dei giocatori
| Giocatore       | Serie A  | Serie A | Coppa Italia | Coppa Italia | Totale   | Totale |
| Giocatore       | Presenze | Reti    | Presenze     | Reti         | Presenze | Reti   |
| --------------- | -------- | ------- | ------------ | ------------ | -------- | ------ |
| E. Andrian      | 2        | 0       | 1            | 1            | 3        | 1      |
| A. Ballarin     | 30       | 0       | 2            | 0            | 32       | 0      |
| A. Benussi      | 7        | -9      | -            | -            | 7        | -9     |
| D. Carrara      | 2        | 0       | -            | -            | 2        | 0      |
| F. Cergoli      | 27       | 7       | 2            | 1            | 29       | 8      |
| L. De Filippis  | 17       | 5       | 2            | 0            | 19       | 5      |
| B. De Lazzari   | 11       | 3       | -            | -            | 11       | 3      |
| E. Ferrari      | 5        | 2       | 1            | 0            | 6        | 2      |
| E. Gratton      | 14       | 1       | -            | -            | 14       | 1      |
| N. Mason        | 2        | 0       | -            | -            | 2        | 0      |
| M. Mlacher      | 14       | 1       | 2            | 0            | 16       | 1      |
| P. Pasinati     | 22       | 0       | 2            | 0            | 24       | 0      |
| C. Presca       | 3        | 0       | -            | -            | 3        | 0      |
| E. Radio        | 24       | 0       | 2            | 0            | 26       | 0      |
| E. Rancilio     | 30       | 0       | 2            | 0            | 32       | 0      |
| A. Sacchetti    | 3        | 0       | -            | -            | 3        | 0      |
| R. Salar        | 23       | 1       | 2            | 0            | 25       | 1      |
| A. Scapin       | 10       | 0       | -            | -            | 10       | 0      |
| A. Sessa        | 8        | 1       | -            | -            | 8        | 1      |
| G. Striuli      | 23       | -31     | 2            | -2           | 25       | -33    |
| G. Tagliasacchi | 16       | 2       | 2            | 0            | 18       | 2      |
| M. Tosolini     | 28       | 5       | -            | -            | 28       | 5      |
| F. Zanolla      | 9        | 1       | -            | -            | 9        | 1      |